# Milagro de Chile
El «milagro de Chile» es una expresión acuñada por el economista estadounidense Milton Friedman para describir los resultados de las reformas de liberalización económica que experimentó Chile durante la dictadura militar liderada por Augusto Pinochet entre 1973 y 1990, tras derrocar al presidente socialista Salvador Allende. La frase pretende evocar un paralelo con el «milagro económico alemán», referido a la rápida recuperación económica de Alemania Occidental y Austria después de la Segunda Guerra Mundial.
Estas reformas responden fundamentalmente a la implantación de una economía de libre mercado, caracterizada principalmente por drásticas reducciones del gasto público y de la oferta monetaria, privatización de las empresas estatales, incentivos a empresas privadas, reducción del proteccionismo arancelario y fomento de la inversión extranjera.
La veracidad del «milagro de Chile» tiene defensores y detractores. A comienzos de 1973, Chile atravesaba una severa crisis económica, con una inflación del 606%, aunque con un índice de desempleo de tan solo un 4,3 %. En 1982, tras una década de reformas de libre-mercado, se produjo una nueva crisis económica que llevó a un desempleo del 23,7 % y una disminución del producto interno bruto en un 14,3 %. Al término de la dictadura militar, el índice de pobreza alcanzó 40 %.
Con la transición a la democracia, este modelo se ha seguido utilizando, aunque con algunas variaciones. El modelo produjo un crecimiento del producto nacional bruto en un 40 % (en dólares de 2005) y un crecimiento anual promedio del 5 % entre los años 2000 y 2010. Por contraparte, hacia 2020 Chile estaba dentro de las treinta naciones más desiguales del mundo de acuerdo al coeficiente de Gini. Durante el período 1990-2013, la pobreza disminuyó desde un 68 % a un 14,4 % según la Nueva Medida de cálculo, mientras que según la Medida Tradicional se redujo de 38,6 % a 7,8%. Según un informe oficial de la OCDE, hacia 2018 Chile lideraba el índice de movilidad social.

## Nacimiento, auge y caída

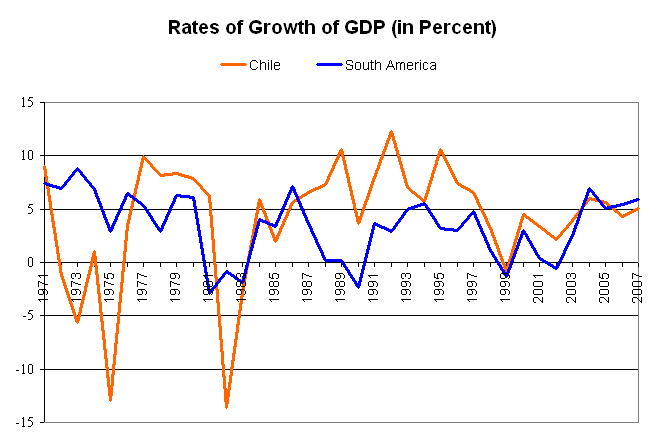
Tasa de crecimiento económico del PIB en Chile (naranja) y en América del Sur (azul) entre 1971 y 2007.

La llegada al poder de la Junta Militar tras el golpe de Estado de 1973 que derrocó al gobierno de Salvador Allende, se encontró con Chile en una situación económica grave, que si bien tenía el desempleo controlado (4,6 %), presentaba altas tasas de pobreza.
El objetivo de la Junta Militar era terminar al gobierno socialista, pero no implantar el liberalismo. Muchas de las medidas de la dictadura fueron típicamente intervencionistas y un gasto público elevado debido a la cultura militar de los dirigentes, lo que condujo a mantener malos índices económicos.[cita requerida] Para tratar de enderezar el rumbo económico, la dictadura militar confió el manejo económico a unos jóvenes egresados de economía en la Pontificia Universidad Católica de Chile, la mayoría con postgrado en la Universidad de Chicago, universidad con quien había un convenio de colaboración y becas para estudiar allí. De aquí vendría el apelativo por el que fueron conocidos, los Chicago Boys. Estos venían de Estados Unidos trayendo la idea del «monetarismo», originada a partir de la economía neoclásica. El plan económico de los Chicago Boys consistió en una economía no regulada, abierta al mundo, con un Estado pequeño y subsidiario, de riguroso equilibrio fiscal (limitar el gasto público y la burocracia), y el funcionamiento libre del mercado. Sus ideas estaban influenciadas por las de Milton Friedman y otros exponentes del liberalismo económico, rivales del keynesianismo, que influyeron a los jóvenes durante su estancia en Chicago.
Su primera intervención en el gobierno sería en la ODEPLAN (Oficina de Planificación Nacional), elaborando un documento conocido como «El ladrillo», un breviario de la aplicación de sus ideas a Chile. La Armada de Chile, que era la encargada del área económica dentro de la Junta Militar, se empezó a orientar por este texto, pidiendo asesoría a los Chicago Boys. Hasta entonces, el Régimen había empleado métodos económicos tradicionales, que no prosperaron: La inflación continuaba en torno al 300 %, el gasto público seguía alto y el precio del cobre se desplomaba. En abril de 1974 la inflación había alcanzado un 746,2 %.
Para convencer a Augusto Pinochet (jefe de la Junta Militar) de sus ideas, llevaron a Chile a Milton Friedman. Friedman se reunió con Pinochet el 21 de abril de 1975 y en una corta charla de 45 minutos le dio sus propuestas para enfrentar la crisis económica.

"Un programa de shock tal como este podría eliminar la inflación en cuestión de meses. También fundaría las bases necesarias para lograr la solución de su segundo problema- la promoción de una efectiva economía social de mercado. (...)
Este no es un problema de reciente origen, sino que surge de tendencias al socialismo que comenzaron hace 40 años y que alcanzaron su lógico, y terrible clímax, durante el régimen de Allende. (...)

Hace unos cuarenta años atrás, Chile, como muchos otros países, incluyendo el mío, se encausó en la ruta equivocada- por buenas razones y sin maldad, ya que fueron errores de hombres buenos y no malos. El mayor error, en mi opinión, fue concebir al Estado como el solucionador de todos los problemas, de creer que es posible administrar bien el dinero ajeno.
Carta de Milton Friedman a Augusto Pinochet (1975)

Finalmente la Junta Militar se inclinó por la opinión de los Chicago Boys y se aplicó el tratamiento de shock, que según Friedman tendría drásticos problemas en un inicio pero con el paso del tiempo encauzaría la economía una vez corregidos los desequilibrios. Esto se llevó a cabo aún en oposición a la opinión de los economistas clásicos.
Los Chicago Boys ingresaron al gobierno en 1975, como parte del tratamiento de choque, haciéndose cargo del Ministerio de Hacienda (Jorge Cauas), del Ministerio de Economía (Sergio de Castro, líder de los Chicago Boys), y del Banco Central de Chile (Pablo Baraona).
Los efectos iniciales en la economía chilena fueron graves. El PGB cayó en un 12 %, la tasa de desempleo creció hasta el 16,5 %, y el valor de las exportaciones se redujo en un 40 %. Pero el sistema se empezó a afianzar a partir de 1977, iniciándose lo que algunos llaman el «boom», con cifras positivas en muchos ámbitos, pero con una constante alta tasa de desempleo, de 17-15 %, debido entre otras cosas, a los despidos masivos de empleados públicos, de funcionarios de las empresas privatizadas y la pérdida de empleo en los sectores manufacturero y exportador debido a las políticas cambiarías y de apertura de la economía.
El «boom» duraría hasta la crisis económica de 1982, fuertemente influida por la recesión mundial de 1980 y que formó parte de la crisis de la deuda latinoamericana que provocaron un alza en tasas de interés y dificultades para acceder a nuevo crédito, debilitamiento de actividad real y una caída de términos de intercambio (el cobre tuvo una abrupta caída de precio a inicios de 1980). Chile quedó desprotegido a esta crisis internacional por su excesiva dependencia del mercado externo, el excesivo endeudamiento privado (el crédito doméstico subió de 25 %, en 1976, al 64% del PIB en 1982) y la fijación del dólar (switch a tipo de cambio fijo) lo que provocó una de las crisis más profundas que afectaran a la nación en conjunto a la de 1930 y la de principios de los años setenta. Esto provocó una caída del PIB de un 13,6 % (la caída más alta registrada por Chile desde la crisis de 1929), un notable incremento del desempleo con tasas en torno al  20 % por varios años y la quiebra e intervención de numerosos bancos e instituciones financieras (fue intervenido el 60 % del mercado del crédito). En un contexto de falta de libertades civiles y de reiteradas violaciones de los derechos humanos, la mala situación económica gatilló las jornadas de Protesta Nacional contra la dictadura militar, que se extendieron con mayor o menor intensidad hasta fines de su mandato. Para 1982, industria se paralizó, las pensiones privadas se quedaron sin valor, la moneda desfalleció. Las protestas y las huelgas de una población forzaron a Augusto Pinochet a invertir curso. Renuente, el general restauró el salario mínimo y el derecho de negociación de los sindicatos. Pinochet autorizó un programa para crear 500 000 empleos.[cita requerida]

## El «segundo milagro»

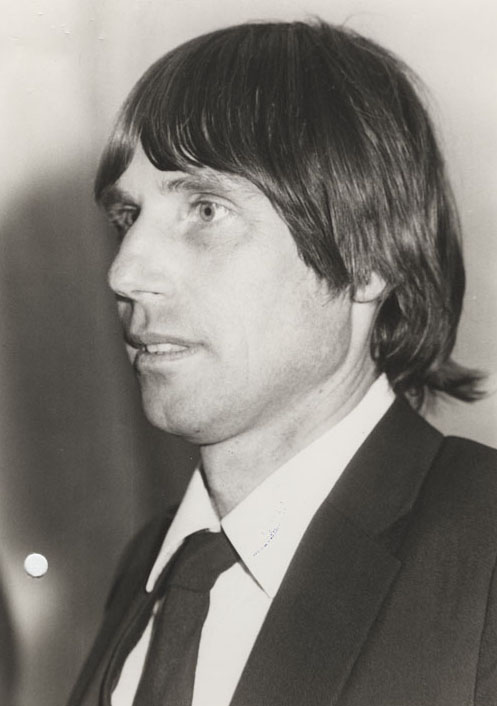
Hernán Büchi, ministro de hacienda. Se le considera el autor del segundo milagro económico chileno.

Ante la llegada de la crisis, el Régimen de Pinochet abandonó momentáneamente varias ideas de los Chicago Boys, aplicando medidas de tipo keynesiano. Sin embargo, pasada la parte más cruda de la crisis, volvió al sistema neoclásico con el nuevo ministro de hacienda, Hernán Büchi en 1985. Para conseguir la reactivación, Büchi tomó las siguientes medidas:
- Fuerte reducción del gasto en el sector público, con medidas como rebajar el gasto social y las jubilaciones.
- Política de devaluación del peso en función del dólar muy fuerte, que sobrepasasen la inflación. De esta manera, con el dólar alto, se favorecían las exportaciones y se restringían las importaciones.
- Privatizaciones de las empresas que seguían siendo estatales como CAP, Enersis, Endesa, Entel, CTC, IANSA, LAN Chile, Laboratorio Chile y otras.
- Privatización de los bancos intervenidos por el gobierno durante la crisis.
- Control de las tasas de interés por el Banco Central y ya no por el mercado.
- Descenso controlado de los aranceles.

El resultado de su gestión fue el retorno al liberalismo económico que implantaron los Chicago Boys, pero de una forma mucho más controlada sin el ahínco y urgencia que le imprimieron sus antecesores y un crecimiento económico que llevaría a Chile a duplicar su PGB en el lapso de diez años.
Dichas privatizaciones, sin embargo, se realizaron fuera de toda fiscalización, sin bases de licitación y bajo una completa falta de transparencia, lo cual provocó un gran perjuicio económico a los intereses del país, en lo que la periodista María Olivia Monckeberg denominó "El saqueo de los grupos económicos al Estado chileno". Se estima que en dichas operaciones el Estado chileno perdió el equivalente a 2 mil 223 millones de dólares, de hecho según la contraloría General de la República solo la privatización de CAP significó pérdidas para el Estado de 706 millones de dólares, y la de ENDESA 811,5 millones. Entre los principales beneficiarios de estas operaciones se encuentran el entonces yerno de Pinochet Julio Ponce Lerou, Roberto De Andraca, José Yuraszeck, los grupos de Hurtado Vicuña, Fernández León y el grupo Penta de Carlos Alberto Délano.

## Valoraciones

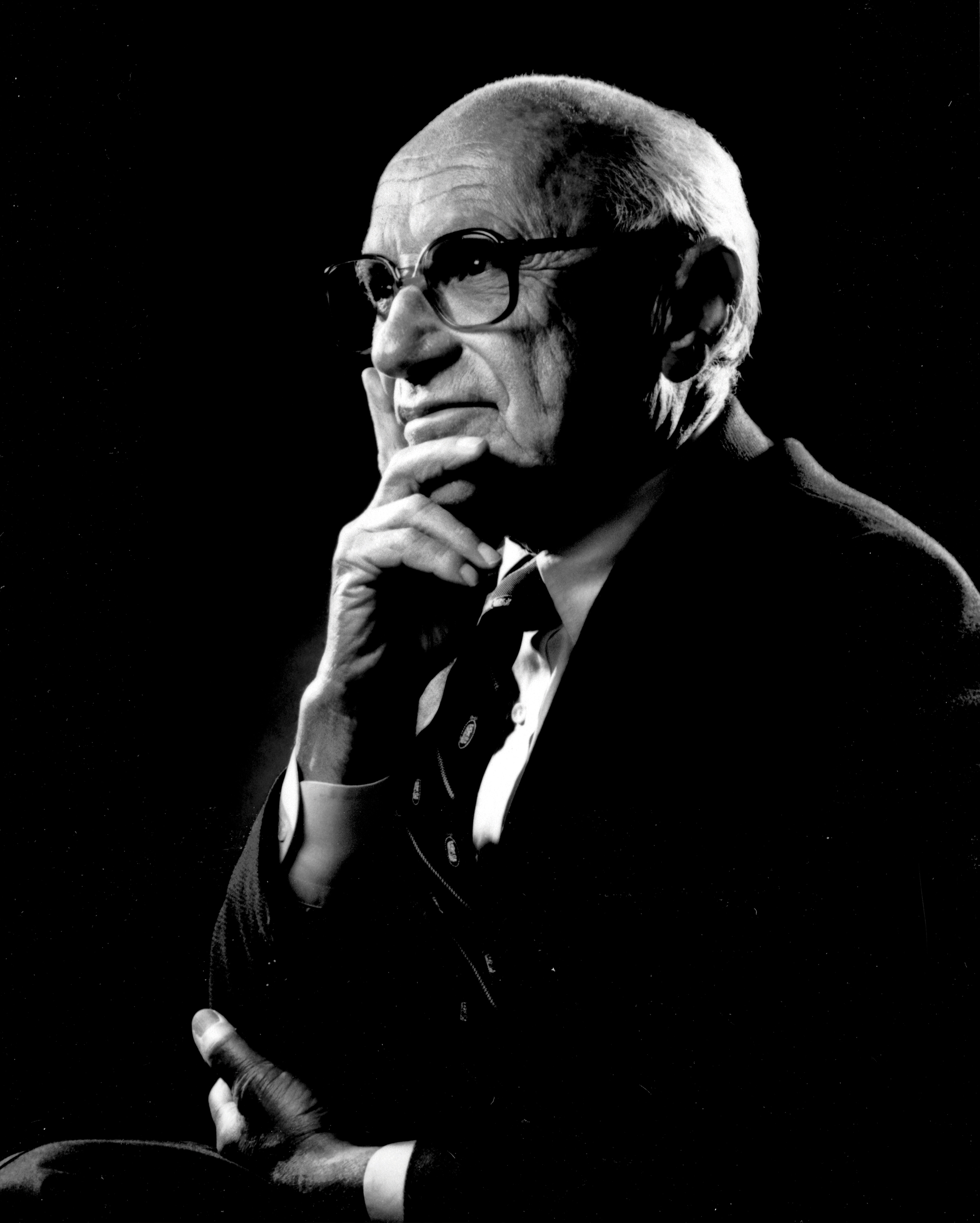
Milton Friedman.

Por una parte, los partidarios del punto de vista de Friedman argumentan que la situación actual de la economía chilena reivindica sus teorías, pues consideran que la firma de acuerdos de libre comercio con Estados Unidos, Canadá, China, Corea del Sur, y la Unión Europea evidenciaría un mayor desarrollo económico en comparación al resto de los países latinoamericanos. En la misma nota, también remarcan la membresía chilena en foros como la APEC y la OCDE.
Durante el desarrollo de los años 1980 y 1990 se extendió este sistema por el mundo, primero por gobiernos conservadores como los de Ronald Reagan y Margaret Thatcher, pero después de la caída del comunismo sería adoptado por la mayor parte del mundo, incluidos los gobiernos socialdemócratas o socialistas renovados. El analista liberal Daniel Alciro lo ha calificado de "falso milagro", entendiendo que el período en general llevó al atraso económico del país y a una dependencia excesiva sobre la producción primaría de minerales, al respecto Alciro afirmó:

"(Milton Friedman) Solo se refería al crecimiento con estabilidad, que Chile alcanzó en los años 80, mientras el estancamiento y la inflación atormentaban al resto de Latinoamérica. "
Daniel Alciro

Las críticas incluyen argumentos políticos, económicos e incluso históricos. Respecto a los argumentos políticos, el principal alude fundamentalmente a la naturaleza ilegal e ilegítima de la dictadura militar, independientemente de sus logros económicos. Se señala que el golpe de Estado que derrocó al presidente Salvador Allende, dio inicio a un régimen que fue responsable de violaciones a los derechos humanos, por medio de las cuales se mantenía vigente su política económica.
Los argumentos económicos se centran en señalar que la dictadura militar significó un enorme aumento de las desigualdades sociales. Por una parte, las privatizaciones beneficiaron a los partidarios del gobierno (mercantilismo empresarial), al tiempo que la prohibición de los sindicatos impidió a los trabajadores reclamar mejoras en sus condiciones económicas. Al mismo tiempo, los salarios en términos reales (no nominales, sino contemplando la inflación del periodo) perdieron un 40% de su valor. Un ejemplo de las desigualdades es que las cuatro familias más ricas en Chile en 2012 poseían una riqueza equivalente al 20 por ciento de lo que produce el país al año (PIB). También se suele señalar la grave crisis que azotó el país entre 1982 y 1983 y que motivó a que el Fondo Monetario Internacional tuviese que acudir en auxilio de la economía chilena, al mismo tiempo que el Banco Central tuviese que ejecutar una operación de salvataje de la banca privada; sin embargo, esta versión ignora los graves efectos que tuvo en Chile la crisis internacional de 1982. En 1982 y 1983, el PIB cayó 19 %.

### Referentes económicos
- Unemployment Protection in Chile, Wayne Vroman, August 2003 Archivado el 17 de abril de 2005 en Wayback Machine. (en inglés)

### Críticos
- Chile: No todo es como parece (5 de enero de 2005)

- Datos: Q106956710